# At The End Of The Open Road
At The End Of The Open Road – tomik wierszy amerykańskiego poety Louisa Simpsona, opublikowany w 1963, wyróżniony Nagrodą Pulitzera w dziedzinie poezji za 1964. Zbiorek dzieli się na cztery części. Zawiera 30 utworów, w tym In California, In the Suburbs, The Redwoods, There Is, Summer Morning, The Silent Lover, Birch, The Sea and the Forest, The Morning Light, The Cradle Trap i A Story about Chicken Soup, jak również The Troika, New Lines for Cuscuscaraway and Mirza Murad Ali Beg, Moving the Walls oraz Marine — after Rimbaud. Poza tym w tomiku znalazły się liryki Frogs, My Father in the Night Commanding, The Marriage of Pocahontas, American Poetry i The Inner Part.